# Preludia (Liszt)
Preludia – jeden z 13 poematów symfonicznych Ferenca Liszta. 
Preludia powstały w roku 1854. Tytuł wywodzi się z programu literackiego ("Les Préludes" XV medytacji z tomu "Nouvelles méditations poétiques" A. Lamartine'a).
Oprócz tego kompozytor dołączył do utworu swój tekst osnuty na kanwie symboliki drogi życiowej:
Czyż życie nie jest szeregiem preludiów do owej nieznanej pieśni, której pierwszą wzniosłą nutę intonuje śmierć? Miłość jest świetlistą jest świetlaną jutrzenką każdego serca. Lecz komuż dane było uniknąć zniszczenia pierwszych rozkoszy szczęścia przez huczącą burzę, która zimnym oddechem rozpędza jego piękne iluzje i śmiertelnym gromem niszczy jego ołtarz nadziei a któraż najgłębiej zraniona dusza nie chciałaby po takich wstrząsach pieścić swych wspomnień w miłym zaciszu wiejskiego życia? Ale mąż nie zniesie długo przyjemnego spokoju wśród kojących nastrojów przyrody i gdy zabrzmi bojowy sygnał surm, pospieszy na niebezpieczny posterunek, by w zgiełku zyskać pełną świadomość siebie samego i swojej siły.
Cechy charakterystyczne utworu:
- dość swobodna impresja na bazie myśli związanej z tytułem
- dość swobodna struktura wewnętrzna
- wieloodcinkowość w wyrazie
- 3 myśli tematyczne
- rozbudowana brzmieniowo orkiestra
- kulminacje, szczególnie w instrumentach dętych i tutti orkiestry